# Mercedes-Benz X156
La Mercedes-Benz X156 è la prima generazione della Classe GLA, un crossover SUV compatto prodotto dalla casa automobilistica tedesca Mercedes-Benz. Questa prima generazione è stata prodotta dal 2013 al 2019.

## Storia e profilo

### Debutto
Già poco prima del lancio della terza generazione della Classe A trapelò l'indiscrezione secondo la quale dalla nuova vettura sarebbe stato derivato anche un inedito crossover SUV. Tale nuovo modello avrebbe esteso verso la zona bassa della gamma il tradizionale know-how della casa di Stoccarda nel settore dei veicoli tutto-terreno, anche se stavolta non si sarebbe trattato di un fuoristrada vero e proprio come la Classe G od un SUV come le varie ML, GL e GLK, bensì di una vettura più vicina al concetto di autovettura compatta con assetto rialzato e possibilità di avere la trazione integrale a richiesta, al contrario di quanto previsto invece per i già citati modelli di fascia superiore, che invece escono di serie con le quattro ruote motrici. A sottolineare ciò la casa della stella la identifica non come SUV, ma come SAV (Sport Activity Vehicle).
La vettura pressoché definitiva è stata svelata nella tarda primavera del 2013 al Salone di Shanghai, dove allo stand Mercedes-Benz era presente la Concept GLA. La vettura destinata alla produzione in serie è stata invece presentata al Salone di Francoforte, alla fine dell'estate dello stesso anno.

#### Design interno ed esterno
Nel disegnare le linee della GLA, il team di designers Mercedes-Benz hanno prediletto linee piuttosto tondeggianti, a tal punto da essere riusciti ad ottenere un Cx pari a 0.29.

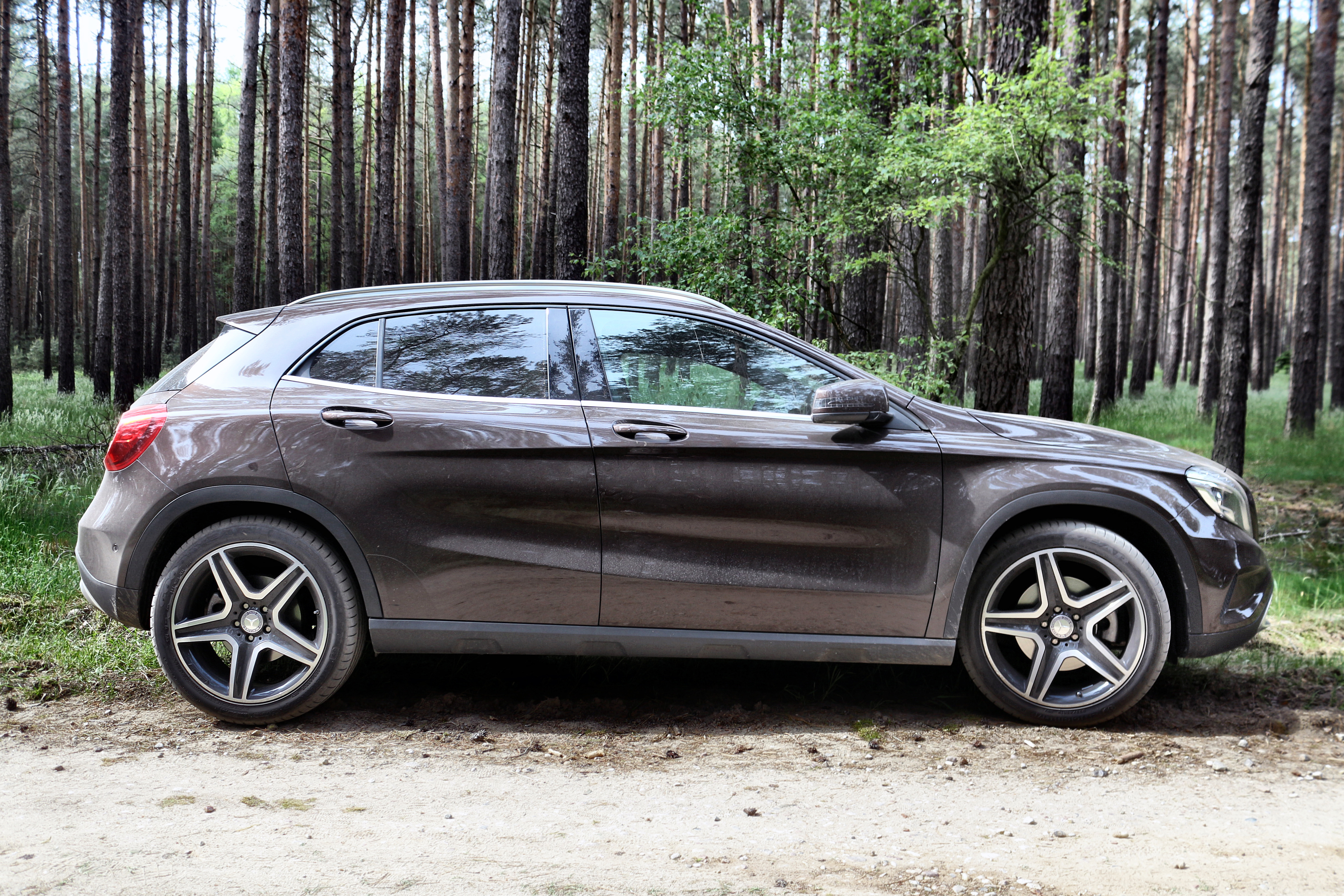
Vista laterale di una GLA 250

La GLA è una vettura dalle caratteristiche trasversali, come si suol dire in questi casi: l'impostazione del suo corpo vettura la rende adatta ad un utilizzo tipico di una vettura di segmento C, così come ad un'applicazione su strade sterrate dall'aderenza precaria. Le linee esterne della carrozzeria richiamano gli stilemi già incontrati nella contemporanea Classe A, ma anche nella CLA, ossia la coupé a 4 porte realizzata sempre sul medesimo pianale. Si ritrova quindi nel frontale l'ampia calandra trapezoidale attraversata da due barre orizzontali su cui campeggia il grosso stemma della "stella a tre punte, ma anche i gruppi ottici strettamente imparentati nel design con quelli dei modelli che con la GLA condividono la stessa base meccanica. Lateralmente è possibile notare l'elevata altezza da terra della GLA, sensibilmente superiore rispetto alla Classe A ed alla CLA (ma anche rispetto alla contemporanea Classe B). I passaruota sono contornati da un profilo in plastica grezza che prosegue anche nella zona sottoporta. Tali passaruota hanno anche un disegno meno arcuato rispetto agli altri modelli derivati. La vista laterale permette inoltre di osservare la pronunciata inclinazione del massiccio montante posteriore, un aspetto che dal punto di vista stilistico lega ancora più strettamente la GLA alla W176. Posteriormente è presente un massiccio paraurti abbinato ad un vistoso parasassi. I fari posteriori sono di disegno differente rispetto a quelli della Classe A W176, ma non per questo stilisticamente estranei. I designer Mercedes-Benz hanno dunque cercato di rimarcare la parentela tecnica tra GLA, CLA, A e B, ma senza per questo proporre degli stilemi-fotocopia.

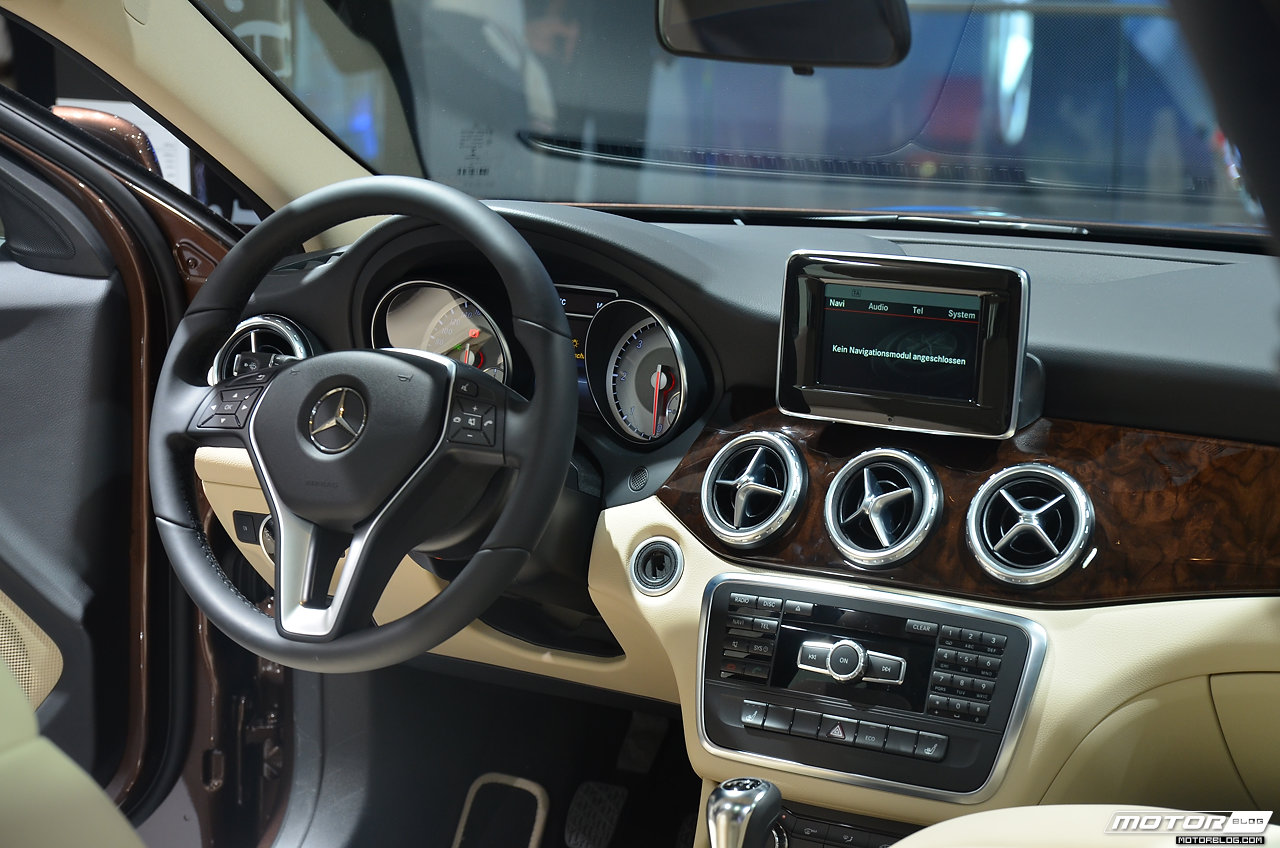
Gli interni della GLA

Nell'abitacolo spiccano i sedili anteriori dal disegno sportiveggiante, in quanto con poggiatesta integrati, mentre plancia e cruscotto sono stati ripresi dai modelli affini, ma propongono anche elementi caratteristici dell'intera produzione Mercedes-Benz, come ad esempio le bocchette di aerazione in stile aeronautico, introdotte per la prima volta nella sportiva SLS AMG già nel 2010. La console centrale è dominata anche dal display fissato sulla sommità di quest'ultima e non a scomparsa. Il display rappresenta l'interfaccia tra l'utente ed il sistema multimediale che contiene innumerevoli applicazioni e funzioni di vario genere, più o meno strettamente correlate con il concetto di guida (vi è ad esempio l'ormai consueto navigatore satellitare, ma anche la possibilità di connettersi con i social network).

#### Struttura, meccanica e motori
Come per le contemporanee Classi A e B e per l'inedita CLA, anche la GLA nasce sfruttando il pianale MFA. Viene quindi mantenuta anche l'architettura tecnica del tipo "tutto avanti", vale a dire con motore sistemato in posizione anteriore e trazione sulle ruote anteriori, questo almeno nelle versioni di base, poiché a richiesta è possibile avere la trazione integrale. La struttura generale della GLA prevede rinforzi allo scopo di irrigidire la vettura nel caso di un più intensivo utilizzo di tipo off-road. I rinforzi aggiuntivi sono stati montati nei duomi degli ammortizzatori, nel sottoscocca e nei montanti centrali. La base meccanica prevede sospensioni a ruote indipendenti con avantreno di tipo MacPherson e retrotreno di tipo multilink. I bracci utilizzati per le sospensioni sono tutti in lega di alluminio, così come i supporti ruota. L'impianto frenante è a quattro dischi, mentre lo sterzo è a cremagliera con servocomando di tipo elettromeccanico.
Al suo debutto la GLA è prevista in quattro motorizzazioni, due a benzina e due a gasolio, tutte quante sovralimentate:
- GLA 200: motore M270DE16AL da 1595 cm³ di cilindrata, con potenza massima di 156 CV;
- GLA 250: motore M270DE20AL da 1991 cm³ di cilindrata, con potenza massima di 211 CV;
- GLA 200 CDI: motore OM651DE22LA da 2143 cm³, con potenza massima di 136 CV;
- GLA 220 CDI: motore OM651DE20LA da 2143 cm³, con potenza massima di 170 CV.

Due sono le varianti di cambio previste: le versioni GLA 200 e GLA 200 CDI sono equipaggiate con un cambio manuale a 6 marce, mentre le restanti versioni montano un cambio a doppia frizione a 7 rapporti. Tutte le versioni, tranne la GLA 200 a benzina, sono state proposte sia a trazione anteriore che a trazione integrale. La GLA 200 è invece solo a trazione anteriore.

### Evoluzione

#### Primi anni

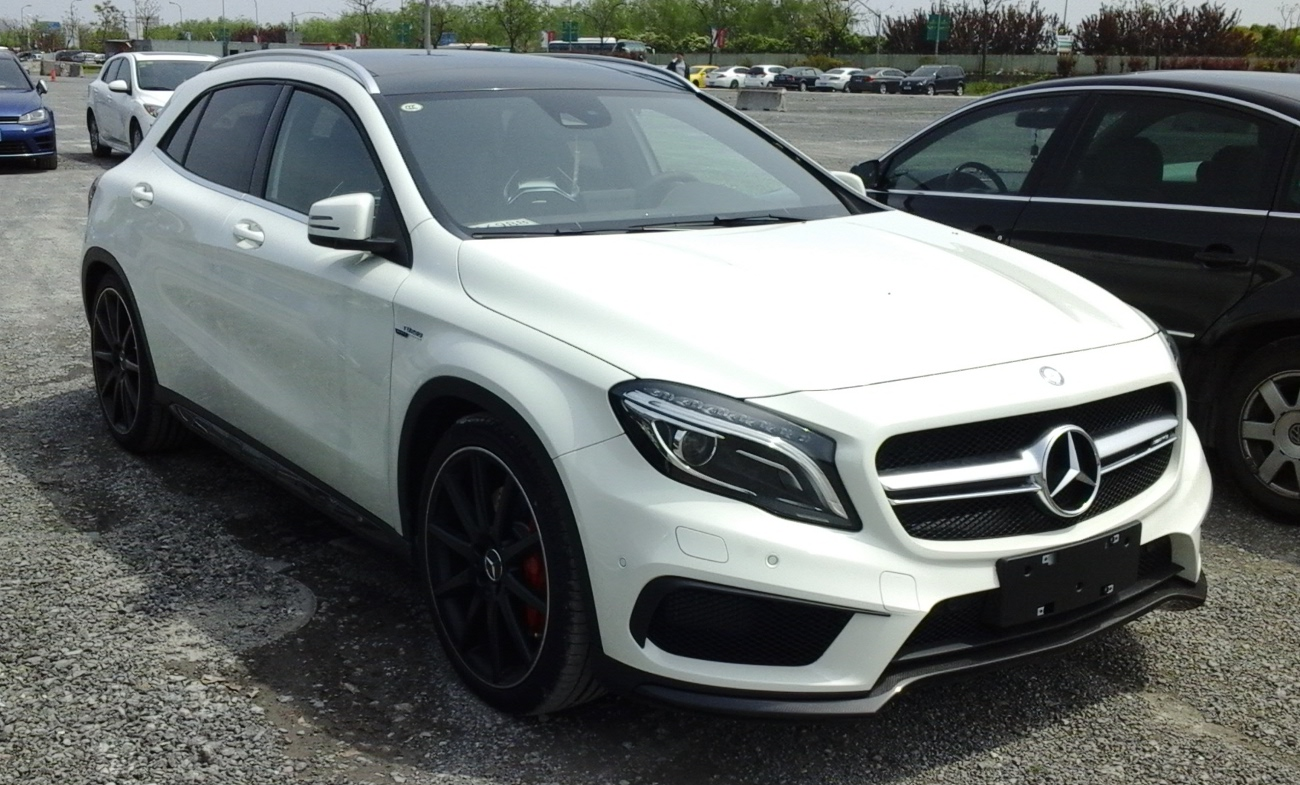
Vista di una GLA 45 AMG del 2016, versione di punta della gamma

La produzione è stata avviata alla fine dell'estate del 2013, mentre la commercializzazione è cominciata nel mese di dicembre dello stesso anno. I livelli di allestimento previsti sono principalmente quattro, denominati Style, Urban, AMG ed Exclusive. È tuttavia previsto un pacchetto aggiuntivo denominato SUV Style Package che accentua la caratterizzazione da SUV della vettura. Nel 2015 gli allestimenti sono stati aggiornati: Executive, Business, Sport, Premium. Per l'Italia stata proposta una versione speciale: Enduro, che comprende di serie interni in pelle marrone, tetto panorama, fendinebbia anteriori e un assetto rialzato di circa 60 mm rispetto all'assetto comfort standard andando incontro a tutti coloro che desiderano una vettura più vicina al concetto di SUV piuttosto che crossover. L'allestimenti Enduro è disponibile per tutte le motorizzazioni e trasmissioni eccetto la GLA 45 AMG.
Già annunciata più volte durante gli ultimi mesi del 2013, nel gennaio dell'anno seguente è stata svelata anche la versione di punta, ossia la GLA 45 AMG, spinta dallo stesso propulsore che già equipaggia la contemporanea A 45 AMG, ossia un potente 2 litri turbo da 360 CV di potenza. Tale variante, comunque, compare nei listini europei solo a partire dalla tarda primavera del 2014. Nell'autunno dello stesso anno, la gamma si estende verso il basso con l'arrivo della GLA 180 CDI, versione economica dotata del motore OM607, ossia del 1.5 di origine Renault con potenza massima di 109 CV.
All'inizio del 2015 si ha un nuovo arrivo alla base della gamma, rappresentato dalla GLA 180 a benzina, spinta dallo stesso 1.6 che già equipaggia la GLA 200, ma con potenza ridotta da 156 a 122 CV. Inoltre la GLA 45 AMG ha ricevuto, sempre con il motore M133, l'aggiornamento di potenza raggiungendo 381 CV a 6000 giri/min e la coppia è salita fino a 475 Nm con andamento costante tra i 2250 e i 5000 giri/minuti permettendo una accelerazione 0–100 km/h in soli 4,4 secondi.

#### Restyling 2017
Nel gennaio del 2017, al Salone di Detroit è stata presentata il restyling della GLA, un aggiornamento di metà carriera che ha interessato fondamentalmente il frontale, il quale ha visto una leggera modifica estetica del paraurti anteriore, che ora incorpora fari supplementari, alla calandra e ai gruppi ottici anteriori. Questi ultimi, pur rimanendo sostanzialmente immutati nella forma, integrano ora a richiesta la tecnologia Full-LED, mentre in precedenza era possibile avere a richiesta la tecnologia bi-xenon. Per quanto riguarda la dotazione dell'abitacolo, vi sono stati aggiornamenti alla grafica del cruscotto, mentre ha debuttato un nuovo sistema di telecamere a 360° in grado di aiutare il conducente nelle manovre e nei percorsi in fuoristrada. Quanto alla gamma motori, l'aggiornamento di metà carriera ha portato al debutto il modello GLA 220 4MATIC, spinta dal 2 litri turbocompresso in grado di erogare fino a 184 CV. In pratica si tratta di una variante intermedia fra la GLA 200 e la GLA 250.
La produzione della X156 termina nel dicembre del 2019, quando viene presentata la seconda generazione, disponibile però nei mercati europei solo a partire dal mese di aprile dell'anno seguente.

### Tabella riepilogativa
Di seguito vengono riepilogate le caratteristiche relative alle varie versioni della gamma della Classe GLA:
| Modello | Sigla modello | Motore          | Cilindrata cm³ | Potenza CV/rpm | Coppia Nm/rpm  | Trazione | Cambio/ N°rapporti   | Massa a vuoto (kg) | Velocità max | Acceler. 0–100 km/h | Consumo (l/100 km) | Emissioni CO2/ (g/km) | Anni di produzione |
| Versioni a benzina |               |                 |                |                |                |          |                      |                    |              |                     |                    |                       |                    |
| GLA 180 | 156.942       | M270DE16AL red. | 1595           | 122/5000       | 200/ 1250-4000 | A        | M/6                  | 1.320              | 200          | 9"3                 | 6                  | 138                   | 02/2015-12/2019    |
| GLA 200 | 156.943       | M270DE16AL      | 1595           | 156/5300       | 250/ 1250-4000 | A        | M/61                 | 1.320              | 215          | 8"9                 | 6,2                | 139                   | 12/2013-12/2019    |
| GLA 220 4MATIC | 156.947       | M270DE20AL      | 1991           | 184/5500       | 300/ 1200-4000 | I        | 7G-DCT               | 1.380              | 230          | 7"1                 | 6,6                | 155                   | 02/2017-12/2019    |
| GLA 250 | 156.944       | M270DE20AL      | 1991           | 211/5500       | 350/ 1200-4000 | A        | 7G-DCT               | 1.380              | 235          | 7"2                 | 6,6                | 144                   | 12/2013-12/2019    |
| GLA 250 4MATIC | 156.946       | M270DE20AL      | 1991           | 211/5500       | 350/ 1200-4000 | I        | 7G-DCT               | 1.430              | 230          | 7"1                 | 6.9                | 154                   | 12/2013-12/2019    |
| GLA 45 AMG 4MATIC | 156.952       | M133DE20AL      | 1991           | 360/6000       | 450/ 2250-5000 | I        | AMG Speedshift DCT-7 | 1.510              | 250          | 4"8                 | 7,5                | 175                   | 06/2014-08/2015    |
| GLA 45 AMG 4MATIC | 156.952       | M133DE20AL      | 1991           | 381/6000       | 475/ 2250-5000 | I        | AMG Speedshift DCT-7 | 1.510              | 250          | 4"4                 | 7,4                | 172                   | 09/2015-12/2019    |
| Versioni a gasolio1 |               |                 |                |                |                |          |                      |                    |              |                     |                    |                       |                    |
| GLA 180 CDI (GLA 180 d) | 156.912       | OM607DE15LA     | 1461           | 109/4000       | 260/ 1750-2500 | A        | M/62                 | 1.365              | 190          | 12"                 | 4.4                | 113                   | 09/2014-12/2019    |
| GLA 200 CDI (GLA 200 d) | 156.908       | OM651DE22LA     | 2143           | 136/ 3400-4400 | 300/ 1600-3000 | A        | M/62                 | 1.430              | 205          | 10"                 | 4.7                | 119                   | 12/2013-12/2019    |
| GLA 200 CDI 4MATIC (GLA 200 d 4MATIC) | 156.902       | OM651DE22LA     | 2143           | 136/ 3400-4400 | 300/ 1600-3000 | I        | 7G-DCT               | 1.520              | 200          | 9"9                 | 5.2                | 132                   | 12/2013-12/2019    |
| GLA 220 CDI (GLA 220 d) | 156.903       | OM651DE22LA     | 2143           | 177/ 3400-4400 | 350/ 1400-3400 | A        | 7G-DCT               | 1.460              | 215          | 8"3                 | 4.7                | 119                   | 12/2013-12/2019    |
| GLA 220 CDI 4MATIC (GLA 220 d 4MATIC) | 156.903       | OM651DE22LA     | 2143           | 177/ 3400-4400 | 350/ 1400-3400 | I        | 7G-DCT               | 1.520              | 215          | 8"3                 | 5.2                | 132                   | 12/2013-12/2019    |
| Note: 1A partire dal 2015, le versioni a gasolio perdono la sigla CDI per acquisire la più semplice lettera d: sotto le vecchie denominazioni (in neretto) vengono quindi riportate le nuove denominazioni (in corsivo) 2A richiesta con cambio a doppia frizione 7G-DCT a 7 rapporti |               |                 |                |                |                |          |                      |                    |              |                     |                    |                       |                    |